# Railwaystadion
Het Railwaystadion is een multifunctioneel stadion in de Pakistaanse stad Lahore. Het stadion wordt vooral gebruikt voor voetbalwedstrijden, het is het thuisstadion van voetbalclub Pakistan Railways F.C.. Ook het nationale elftal gebruikte dit stadion totdat het gebruik ging maken van het grotere Peoples Football Stadium. In het stadion is plaats voor 3.000 toeschouwers.